# Trophée NHK 1990
Navigation
Édition précédente Édition suivante
Le Trophée NHK (en anglais : NHK Trophy) est une compétition internationale de patinage artistique qui se déroule au Japon au cours de l'automne. Il accueille des patineurs amateurs de niveau senior dans quatre catégories: simple messieurs, simple dames, couple artistique et danse sur glace.
Le douzième Trophée NHK est organisé du 20 au 25 novembre 1990 à Asahikawa sur l'île d'Hokkaidō.

## Résultats

### Messieurs
| Rang | Nom                    | Pays             | Points | Prog. court | Prog. libre |
| ---- | ---------------------- | ---------------- | ------ | ----------- | ----------- |
| 1    | Viktor Petrenko        | Union soviétique | 1.5    | 1           | 1           |
| 2    | Grzegorz Filipowski    | Pologne          | 3.5    | 3           | 2           |
| 3    | Vyacheslav Zahorodnyuk | Union soviétique | 5.0    | 2           | 4           |
| 4    | Paul Wylie             | États-Unis       | 7.0    | 8           | 3           |
| 5    | Michael Slipchuk       | Canada           | 7.0    | 4           | 5           |
| 6    | Daniel Doran           | États-Unis       | 8.5    | 5           | 6           |
| 7    | Cameron Medhurst       | Australie        | 10.0   | 7           | 7           |
| 8    | Oula Jääskeläinen      | Finlande         | 12.5   | 9           | 9           |
| 9    | Jung Sung-il           | Corée du Sud     | 14.0   | 10          | 9           |
| 10   | Mitsuhiro Murata       | Japon            | 15.0   | 6           | 12          |
| 11   | Masakazu Kagiyama      | Japon            | 16.5   | 13          | 10          |
| 12   | Zhang Shubin           | Chine            | 16.5   | 11          | 11          |
| 13   | David Liu              | Taipei chinois   | 19.0   | 12          | 13          |

### Dames
| Rang | Nom                | Pays             | Points | Prog. court | Prog. libre |
| ---- | ------------------ | ---------------- | ------ | ----------- | ----------- |
| 1    | Midori Ito         | Japon            | 1.5    | 1           | 1           |
| 2    | Tonya Harding      | États-Unis       | 3.0    | 2           | 2           |
| 3    | Larisa Zamotina    | Union soviétique | 5.5    | 5           | 3           |
| 4    | Josée Chouinard    | Canada           | 7.5    | 7           | 4           |
| 5    | Yuka Sato          | Japon            | 8.5    | 3           | 7           |
| 6    | Kyoko Ina          | États-Unis       | 9.0    | 6           | 6           |
| 7    | Marina Kielmann    | Allemagne        | 9.5    | 9           | 5           |
| 8    | Junko Yaginuma     | Japon            | 10.0   | 4           | 8           |
| 9    | Beatrice Gelmini   | Italie           | 14.0   | 8           | 10          |
| 10   | Helene Persson     | Suède            | 15.0   | 12          | 9           |
| 11   | Sabine Contini     | Italie           | 17.5   | 13          | 11          |
| 12   | Tamara Téglássy    | Hongrie          | 17.5   | 11          | 12          |
| 13   | Bo Zhang           | Chine            | 18.0   | 10          | 13          |
| 14   | Lily Lyoonjung Lee | Corée du Sud     | 21.0   | 14          | 14          |

### Couples
| Rang | Nom                                  | Pays             | Points | Prog. court | Prog. libre |
| ---- | ------------------------------------ | ---------------- | ------ | ----------- | ----------- |
| 1    | Elena Bechke / Denis Petrov          | Union soviétique | 1.5    | 1           | 1           |
| 2    | Isabelle Brasseur / Lloyd Eisler     | Canada           | 3.0    | 2           | 2           |
| 3    | Natalia Mishkutenok / Artur Dmitriev | Union soviétique | 4.5    | 3           | 3           |
| 4    | Marina Eltsova / Andrei Bushkov      | Union soviétique | 6.0    | 4           | 4           |
| 5    | Natasha Kuchiki / Todd Sand          | États-Unis       | 7.5    | 5           | 5           |
| 6    | Radka Kovaříková / René Novotný      | Tchécoslovaquie  | 9.0    | 6           | 6           |
| 7    | Peggy Schwarz / Alexander König      | Allemagne        | 10.5   | 7           | 7           |
| 8    | Wa Mi / Weidong Zhang                | Chine            | 12.0   | 8           | 8           |

### Danse sur glace
| Rang | Nom                                     | Pays             | Points | Danse imposée 1 | Danse imposée 2 | Danse originale | Danse libre |
| ---- | --------------------------------------- | ---------------- | ------ | --------------- | --------------- | --------------- | ----------- |
| 1    | Maïa Oussova / Alexandre Jouline        | Union soviétique | 2.0    | 1               | 1               | 1               | 1           |
| 2    | Klára Engi / Attila Tóth                | Hongrie          | 4.0    | 2               | 2               | 2               | 2           |
| 3    | Stefania Calegari / Pasquale Camerlengo | Italie           | 6.0    | 3               | 3               | 3               | 3           |
| 4    | Dominique Yvon / Frédéric Palluel       | France           | 8.0    | 4               | 4               | 4               | 4           |
| 5    | Monika Mandikova / Oliver Pekar         | Tchécoslovaquie  | 10.0   | 5               | 5               | 5               | 5           |
| 6    | Elizabeth Punsalan / Jerod Swallow      | États-Unis       | 12.4   | 7               | 7               | 6               | 6           |
| 7    | Lisa Grove / Scott Myers                | États-Unis       | 13.6   | 6               | 6               | 7               | 7           |
| 8    | Kaoru Takino / Kenji Takino             | Japon            | 16.0   | 8               | 8               | 8               | 8           |
| 9    | Luyang Liu / Xianlei Zhao               | Chine            | 18.0   | 9               | 9               | 9               | 9           |
| 10   | Yun-Hee Park / Jong-Hyun You            | Corée du Sud     | 20.0   | 10              | 10              | 10              | 10          |

## Source
- 1990 NHK Trophy sur wikipedia anglais